# Ozyptila reenae
Ozyptila reenae är en spindelart som beskrevs av C.C. Basu 1964. Ozyptila reenae ingår i släktet Ozyptila och familjen krabbspindlar. Inga underarter finns listade i Catalogue of Life.